# Psycho BFF
Psycho BFF (Alternativtitel American Psycho) ist ein US-amerikanischer Thriller aus dem Jahr 2019 von Jared Cohn, der außerdem für den Filmschnitt mitverantwortlich war.

## Handlung
Die 17-jährige Deandra Laird zieht nach der Scheidung ihrer Eltern mit ihrer Mutter Renee in einen Vorort von New York City. Die als Berufswunsch eine Karriere als Schriftstellerin anstrebene Deandra fällt es schwer, sich im neuen Zuhause und der neuen Schule einzugewöhnen. Aufgrund durch Mobbing ihrer Mitschülerin Adele und deren bester Freundin Lilith, bekommt sie gleich einen schlechten Ruf in der neuen Klasse, da sich niemand auf ihre Seite schlägt und alle zu Adele halten. Nach einiger Zeit freundet sich Deandra mit der Schulrebellin Olivia an. Deandra wird Zeugin, wie Olivia und Liberty, Olivias ehemalige Freundin, in einen heftigen Streit geraten. Später stößt Olivia Lilith ungesehen von einer Brücke, worauf das junge Mädchen stirbt.
Nach und nach gerät sie wegen Olivia immer wieder in neue Probleme. So kommt es dazu, dass Olivia sie dazu drängt, mit ihr etwas in einem Laden zu stehlen. Um sich an den anderen Mädchen zu rächen, beschließen sie, die Kleidung der Mädchen aus der Umkleidekabine zu stehlen, um sie so bloßstellen zukönnen. In einem emotionalen Abhängigkeitsverhältnisses gefangen, ist Deandra nicht in der Lage, sich von Olivia zu lösen. Olivia und Deandra schleichen sich eines nachts gemeinsam zu einer Hausparty von Adele. Um Adele zu peinigen, versucht Olivia Adeles Schwarm Jake mit Deandra zu verkuppeln. Später kommt es zum Streit zwischen Olivia und Deandra, da Olivia sie beschuldigt, sie bei der Polizei angeschwärzt zu haben. Schließlich kommt es so weit, dass ihre Mutter ihr verbietet, sich zukünftig mit Olivia zu treffen. Grund dafür war, dass Olivia eine Tribüne manipulierte, weswegen sich Adele schwer verletzte.
Aufgrund des Selbstmords ihrer Mutter wurden bei Olivia psychopathische Störungen frei. Demnach hat sie Angst vor Verlusten und entscheidet selber, wann sie genug von einem Menschen hat – nicht aber umgekehrt. Renee erfuhr außerdem von ihrer Stiefmutter Solange, dass ihr damaliger Stiefvater sie missbrauchte. Deandra entscheidet sich zur Freundschaft mit Olivia und beide Mädchen fliehen vor Renee nach New York City um bei Deandras Vater zu leben. Auf der Fahrt dorthin nächtigen beide Mädchen in einem Motel. Dabei lebt sich Olivia erst sexuell mit Männern aus und gesteht Deandra ihren Mord an Lilith, da diese die Freundschaft beenden wollte. Daraufhin informiert diese ihre Mutter per SMS über die Tat und ihren Standort. Es kommt anschließend zur Schlägerei, in dieser es Deandra gelingt, Olivia kampfunfähig zu machen. Schlussendlich landet sie in der Anstalt.

## Hintergrund
Der Film basiert lose auf die wahren Kriminalfälle der Slender-Man-Messerstecherei sowie dem Fall von Michelle Carter, die ihren Freund umbrachte. Die Dreharbeiten fanden in Riverside, Kalifornien statt.

### Veröffentlichung
Der Film wurde erstmalig am 17. Oktober 2019 auf Lifetime Television gezeigt. Später erschien der Film als Video-on-Demand. Er erschien auch unter dem Alternativtitel American Psycho.

## Rezeption
Trevor Wells lobt in seiner Filmreview für Geeks die Eröffnung des Films, da diese „als perfekte Einleitungsszene fungiert und den Ton für den darauffolgenden Film angibt“. Er erkennt wohlwollend an, dass die erste Hälfte des Films die Hauptcharaktere vorstellt. Wells schreibt, dass es Destefanos Schauspiel zu verdanken sei, dass ihre Rolle trotzt zweifelhafter Entscheidungen kaum an Sympathien einbüßt. Auch die schauspielerische Leistung von Doke wird gelobt und anerkannt. Final befindet er, dass wenn man „ein Fan dieser Art von Drama und auch ein Fan von ,Lifetime' in seiner besten Form sei, dann ist ,Psycho BFF' auf jeden Fall ein Thriller, der das schafft nimmt Sie mit auf eine Reise, die Deandras Naivität im dritten Akt mehr als wettmacht.“
Der Film hat aufgrund zu weniger Stimmenabgaben keine Wertung auf Rotten Tomatoes. In der Internet Movie Database hat der Film bei über 230 Stimmenabgaben eine Wertung von 4,8 von 10,0 möglichen Sternen (Stand: Dezember 2023).